# خوسيه ميلينديز
خوسيه ميلينديز (بالإسبانية: José Meléndez) هو منافس ألعاب قوى فنزويلي، ولد في 19 مايو 1993 في زارازا، فنزويلا في فنزويلا.

## وصلات خارجية
- خوسيه ميلينديز على موقع الاتحاد الدولي لألعاب القوى (الإنجليزية)
- خوسيه ميلينديز على موقع أوليمبيديا (الإنجليزية)